# Гамведдель
Гамведдель (нім. Hamweddel) — громада в Німеччині, розташована в землі Шлезвіг-Гольштейн. Входить до складу району Рендсбург-Екернферде. Складова частина об'єднання громад Єфенштедт.
Площа — 9,66 км2. Населення становить 458 ос. (станом на 31 грудня 2020).